# لو كان بيننا (كتاب)
كتاب لو كان بيننا كتاب لا يعتبر سرداً تقليدياً للسيرة النبوية بناء على تواريخ الأحداث، فهو ليس كتاب تاريخ يحكي لنا سيرة رسول ﷺ يعتبر هذا الكتاب محاولة لإعادة إحياء السيرة النبوية والأخلاق المحمدية في الشوارع العربية من باب رؤية سيرة الرسول تخرج من الكتب والوعظ إلى العمل والتطبيق الفعلي، يؤمل مؤلف هذا الكتاب - أحمد الشقيري - أن يحيي ويلهب مشاعر القراء ويعمق فهمهم تجاه شخصية الرسول ﷺ وكيفية تعامله في مواقف الكل يتعرض لها في حياته اليومية. فالكتاب يحاول استثمار الكنوز التي لدى المسلمين في الكتب عن أخلاق محمد ﷺ وكيف يمكن لهذه الأخلاق أن تحل الكثير من مشكلات المسلم اليوم في القرن الواحد والعشرين.